# Damjan J. Ovsec
Damjan J. Ovsec, slovenski etnolog, urednik in publicist, * 1949
Ovsec je diplomirani etnolog in profesor umetnostne zgodovine. Diplomiral je leta 1973 na Filozofski fakulteti v Ljubljani. Študij je nadaljeval na finskih univerzah v Helsinkih in Turkuju. Med letoma 1978 in 1988 je bil urednik Mladine in Pionirja. Leta 1988 je stopil v svobodni poklic.
Pisal je o raznovrstnih problemih Ljubljane, pri življenju njenih meščanov pa se je posvečal njihovemu družabnemu življenju ter psihološkim lastnostim. Ukvarjal se je tudi s preučevanjem slovenskih in evropskih praznikov, praznovanj, mitologije, šeg, navad, verstev, simbolov, praznoverja in vraž. Objavljal je tudi v Glasniku SED, Traditiones, Etnologu, Časopisu za zgodovino in narodopisje in Arhitekturnem biltenu.
S preučevanjem meščanstva je začel leta 1975. Menil je, da je socializem uničil individualnost in tekmovalnost. Povedal je, da s tem ne želi žaliti tistih, ki jih je ta sistem veselil, vendar je njihovo navdušenje povezal z mladostjo, ki so jo preživeli v tem sistemu, in jih primerjal s tistimi, ki so bili mladi v Avstro-Ogrski ali Kraljevini Jugoslaviji.
V kritiki Ovsečeve knjige humoresk Federbajs je Bernard Nežmah zapisal: »Nedvomno imenitne humoreske, ki pa s svojo nasplošnostjo - ko vse vržejo v isti žakelj - bolj zabavajo kot zbadajo.«

## Mladost
Kot otrok je živel v Dukićevih blokih nasproti ljubljanskega Nebotičnika. Šestdeseta leta je posvetil potovanjem.

## Nagrade
- 2. nagrada na natečaju Borza humorja 1998 Rogaške Slatine na temo: Vse moje ljubezni[6]
- Murkova nagrada za življenjsko delo (2007)[2]

### Knjige
- Oris družabnega življenja v Ljubljani od začetka dvajsetega stoletja do druge svetovne vojne. Ljubljana : Društvo arhitektov Ljubljane, 1979
- Slovanska mitologija in verovanje. Ljubljana : Domus, 1991
- Velika knjiga o praznikih : praznovanja na Slovenskem in po svetu. Ljubljana : Domus, 1992; 1993; Domus : Mladinska knjiga, 1994
- Jožef : o izvoru imena ter vse moške in ženske oblike. Ljubljana : Domus, 1996
- Prazniki v pričakovanju pomladi. Ljubljana : Mladinska knjiga, 1999
- Federbajs : velika knjiga o politiki in politikih. Domžale : Beseda, 2000
- Trije dobri možje : resnična zgodovina svetega Miklavža, Božička in dedka Mraza. Ljubljana : Kmečki glas, 2000
- Vraževerje sveta : o nastanku vraž, njihovem razvoju in pomenu. Ljubljana : Kmečki glas, 2001
- Srce moje : valentinovo, praznik ljubezni, zaljubljencev in dobrih prijateljev. Ljubljana : Kmečki glas, 2003
- Praznovanje pomladi in velike noči na Slovenskem in po svetu. Ljubljana : Modrijan, 2010